# Jesús Selgas Cepero
Jesús Selgas Cepero nació en Cienfuegos, Cuba, el 24 de diciembre de 1951. Desde 1980 reside en Nueva York. Cultivó tanto el dibujo, la pintura como la instalación.
Entre 1968 y 1970 estudió en la Escuela Nacional de Arte (ENA), La Habana, Cuba. Luego en 1980 se gradúa de la Escuela Nacional de Diseño, La Habana, Cuba. Años más tarde en 1988 estudió fotografía en el Fashion Institute of Design, Nueva York, Estados Unidos.

## Exposiciones Personales
En el año 1976 presenta su primera exposición llamada "Acuarelas y Tapices" en el Teatro Nacional de Guiñol, La Habana, Cuba. Otras de sus exposiciones más importantes fue presentada en Middlesex County College, Edison, Nueva Jersey, E.U.A, fue realizada en 1982 en compañía de otros pintores por lo que asumió el nombre de "Tres Pintores cubanos ". Los últimos años de la década fueron muy prolíficos en su carrera, en 1990 presenta una identificada con su apellido "Selgas. Iconos", en Galería Genesis, Chicago, Illinois, E.U.A. Cinco años después en Alemania en la Galería Nuevo Mundo presenta una muestra con el título de Remembranzas

## Exposiciones Colectivas
Entre las múltiples muestras colectivas de las que ha formado parte mencionamo solo algunas. Una de las primeras tuvo lugar en 1977 en el Museo de Artes Decorativas, La Habana, Cuba y se llamó "Trabajos en fibra" . Otra gran exhibición en la que participó fue celebrada a propósito de la Navidad 1989-90 en la Galería Génesis, Chicago, Illinois, E.U.A. Salgas estuvo también incluido en "Mariel: A Decade After". Museo Cubano de Arte y Cultura, Miami, Florida, E.U.A. 

## Premios
Durante su carrera ha sido merecedor de premios tales como Primer premio de tapetería, Museo de Artes Decorativas, La Habana, Cuba en 1977. Obtuvo también el Marshall Cummings Prize, en 1989 en la Citywide Art Competition, Nueva York, E.U.A.
- Datos: Q5396682